# Christopher Münch
Christopher Münch (geboren 17. Juni 1962 in Pasadena, Kalifornien) ist ein US-amerikanischer Filmregisseur, Drehbuchautor und Filmeditor.

## Leben
Münch ist der Sohn des mexikanischen Astrophysikers Guido Münch und der Schriftstellerin Louise Fernandez. Im Alter von 15 Jahren gewann er mit einem Kurzfilm über den Zoo von San Diego einen Preis.
In den 1980er Jahren schuf er autodidaktisch Filme, hatte hiermit aber keinen Erfolg. Zu seinen Einflüssen zählte er Independentfilmer wie Robert M. Young und Victor Nunez, später auch John Cassavetes und Gregg Araki.
Mit seinem 57-minütigen Schwarzweißfilm The Hours and Times erhielt er beim Sundance Film Festival 1992 einen Sonderpreis der Jury. Der Film handelt von einem homoerotisch aufgeladenen Wochenende, das John Lennon und sein Manager Brian Epstein 1963 in Barcelona verbracht haben sollen. Der Film zählt zu den Schlüsselwerken des New Queer Cinema, einer Strömung unter queeren amerikanischen Independentfilmern der frühen 1990er Jahre.
1994 erhielt Münch ein Guggenheim-Stipendium.
Der Folgefilm Color of a Brisk and Leaping Day wurde, wie alle seine Spielfilme, auf dem Sundance Film Festival aufgeführt und brachte ihm den Someone to Watch-Preis bei den Independent Spirit Awards 1996 ein.

## Filmografie (Regie)
- 1991: The Hours and Times
- 1996: Color of a Brisk and Leaping Day
- 2001: The Sleepy Time Gal
- 2004: Harry und Max (Harry and Max)
- 2011: Letters from the Big Man